# كاميلا جيورجي
كاميلا جيورجي (بالإيطالية: Camila Giorgi)‏ مواليد 30 ديسمبر 1991 في ماشيراتا، إيطاليا، هي لاعبة كرة مضرب إيطالية بدأت مسيرتها كمحترفة سنة 2006 تلعب باليد اليمنى وتحتل حالياً المرتبة 40 (8 فبراير 2016) في تصنيف رابطة محترفات كرة المضرب.

## الخط الزمني للفردي
مفتاح
| ف | ن | ن.ن | ر.ن | د# | د.م | ل | أ.أ | ت | غ | ب | ف | ذ | م.خ | ل.ت |

(ف) فاز بالبطولة (ن) وصل النهائي (ن.ن) نصف النهائي (ر.ن) ربع النهائي (د#) الأدوار الأربعة الأولى (د.م) دور المجموعات (ل) شارك في كأس ديفيز (أ.أ) خرج من الأدوار الاولى (ت) خسر التصفيات التأهيلية (غ) غاب عن الحدث أو البطولة (ب) حصل على ميدالية برونزية (ف) حصل على ميدالية فضية (ذ) حصل على ميدالية ذهبية (م.خ) بطولة الماسترز خُفضت إلى مرتبة أقل (ل.ت) البطولة لم تعقد في السنة المعينة.
لتجنب الارتباك وازدواجية الحساب، يتم تحديث هذه المعلومات إما في نهاية البطولة، أو عندما تكون مشاركة اللاعب في البطولة قد انتهت.
| دورات الجراند سلام            |     |     |     |     |     |     |     |     |     |       |
| بطولة أستراليا المفتوحة للتنس | غ   | غ   | غ   | غ   | غ   | د1  | د2  | د3  | د1  | 3–4   |
| دورة رولان غاروس الدولية      | غ   | غ   | غ   | غ   | ت3  | د1  | د2  | د2  |     | 2–3   |
| بطولة ويمبلدون                | غ   | غ   | غ   | د1  | د4  | د3  | د2  | د3  |     | 8-5   |
| أمريكا المفتوحة               | غ   | غ   | ت1  | ت2  | د1  | د4  | د1  | د2  |     | 4–4   |
| فوز-خسارة                     | 0–0 | 0–0 | 0–0 | 0–1 | 3–2 | 5–4 | 3–4 | 6–4 | 0–1 | 17–16 |

## روابط خارجية
- كاميلا جيورجي على موقع رابطة محترفات التنس (الإنجليزية)
- كاميلا جيورجي على موقع الاتحاد الدولي لكرة المضرب (الإنجليزية)
- كاميلا جيورجي على موقع كأس بيلي جين كينغ (الإنجليزية)
- كاميلا جيورجي على موقع بطولة ويمبلدون (الإنجليزية)
- كاميلا جيورجي على موقع خلاصة التنس.كوم (الإنجليزية)
- كاميلا جيورجي على موقع إي إس بي إن.كوم (الإنجليزية)
- كاميلا جيورجي على موقع اللجنة الأولمبية الدولية (الإنجليزية)
- كاميلا جيورجي على موقع أوليمبيديا (الإنجليزية)